# Chaoyangopteridae
Chaoyangopteridae é uma família de pterossauros do clado Azhdarchoidea do Cretáceo Inferior. Membros desta família foram encontrados na China e no Brasil.

## Taxonomia
A família foi criada em 2008 por Junchang Lü e colaboradores com o nome de Chaoyangopteridae e incluía os gêneros Chaoyangopterus, Jidapterus, Eozhdarcho, Eopteranodon e Shenzhoupterus. No mesmo ano, o gênero Eopteranodon foi transferido para a família Tapejaridae, e o Lacusovagus foi descrito e incluído na Chaoyangopteridae.
| Gêneros incluídos na família Chaoyangopteridae | Gêneros incluídos na família Chaoyangopteridae           | Gêneros incluídos na família Chaoyangopteridae | Gêneros incluídos na família Chaoyangopteridae | Gêneros incluídos na família Chaoyangopteridae | Gêneros incluídos na família Chaoyangopteridae | Gêneros incluídos na família Chaoyangopteridae |
| Gênero                                         | Espécie                                                  | Idade                                          | Unidade                                        | Localização                                    | Notas                                          |                                                |
| ---------------------------------------------- | -------------------------------------------------------- | ---------------------------------------------- | ---------------------------------------------- | ---------------------------------------------- | ---------------------------------------------- | ---------------------------------------------- |
| Chaoyangopterus Wang & Zhou, 2003              | Chaoyangopterus zhangi Wang & Zhou, 2003                 | Cretáceo Inferior (Aptiano)                    | formação Jiufotang                             | China                                          |                                                |                                                |
| Jidapterus Dong, Sun & Wu, 2003                | Jidapterus edentus Dong, Sun & Wu, 2003                  | Cretáceo Inferior (Aptiano)                    | formação Jiufotang                             | China                                          |                                                |                                                |
| Eoazhdarcho Lü & Ji, 2005                      | Eoazhdarcho liaoxiensis Lü & Ji, 2005                    | Cretáceo Inferior (Aptiano)                    | formação Jiufotang                             | China                                          |                                                |                                                |
| Shenzhoupterus Lü, Unwin, Xu & Zhang, 2008     | Shenzhoupterus chaoyangensis Lü, Unwin, Xu & Zhang, 2008 | Cretáceo Inferior (Aptiano)                    | formação Jiufotang                             | China                                          |                                                |                                                |
| Lacusovagus Witton, 2008                       | Lacusovagus magnificens Witton, 2008                     | Cretáceo Inferior (Aptiano)                    | formação Crato                                 | Brasil                                         |                                                |                                                |

### Filogenia
As relações do grupo não são totalmente estabelecidas, com alguns pesquisadores mantendo-o como uma subfamília de Tapejaridae, enquanto outros mantém o grupo como uma família distinta, relacionada com a Azhdarchidae no clado Neoazhdarchia, ou então numa posição basal.
|  | Thalassodrominae                                                  |
|  |                                                                   |
|  | \| \| Chaoyangopterinae \| \| \| \| \| \| Tapejarinae \| \| \| \| |
|  |                                                                   |
|  | Chaoyangopterinae                                                 |
|  |                                                                   |
|  | Tapejarinae                                                       |
|  |                                                                   |

|  | Chaoyangopterinae |
|  |                   |
|  | Tapejarinae       |
|  |                   |

|  | Thalassodrominae                                                  |
|  |                                                                   |
|  | \| \| Chaoyangopterinae \| \| \| \| \| \| Tapejarinae \| \| \| \| |
|  |                                                                   |
|  | Chaoyangopterinae                                                 |
|  |                                                                   |
|  | Tapejarinae                                                       |
|  |                                                                   |

|  | Chaoyangopterinae |
|  |                   |
|  | Tapejarinae       |
|  |                   |

|  | Thalassodromidae                                                   |
|  |                                                                    |
|  | \| \| Chaoyangopteridae \| \| \| \| \| \| Azhdarchidae \| \| \| \| |
|  |                                                                    |
|  | Chaoyangopteridae                                                  |
|  |                                                                    |
|  | Azhdarchidae                                                       |
|  |                                                                    |

|  | Chaoyangopteridae |
|  |                   |
|  | Azhdarchidae      |
|  |                   |

|  | Thalassodromidae                                                   |
|  |                                                                    |
|  | \| \| Chaoyangopteridae \| \| \| \| \| \| Azhdarchidae \| \| \| \| |
|  |                                                                    |
|  | Chaoyangopteridae                                                  |
|  |                                                                    |
|  | Azhdarchidae                                                       |
|  |                                                                    |

|  | Chaoyangopteridae |
|  |                   |
|  | Azhdarchidae      |
|  |                   |

|  | Azhdarchidae                                                     |
|  |                                                                  |
|  | \| \| Tapejaridae \| \| \| \| \| \| Thalassodromidae \| \| \| \| |
|  |                                                                  |
|  | Tapejaridae                                                      |
|  |                                                                  |
|  | Thalassodromidae                                                 |
|  |                                                                  |

|  | Tapejaridae      |
|  |                  |
|  | Thalassodromidae |
|  |                  |

|  | Azhdarchidae                                                     |
|  |                                                                  |
|  | \| \| Tapejaridae \| \| \| \| \| \| Thalassodromidae \| \| \| \| |
|  |                                                                  |
|  | Tapejaridae                                                      |
|  |                                                                  |
|  | Thalassodromidae                                                 |
|  |                                                                  |

|  | Tapejaridae      |
|  |                  |
|  | Thalassodromidae |
|  |                  |

|  | Azhdarchidae                                                     |
|  |                                                                  |
|  | \| \| Tapejaridae \| \| \| \| \| \| Thalassodromidae \| \| \| \| |
|  |                                                                  |
|  | Tapejaridae                                                      |
|  |                                                                  |
|  | Thalassodromidae                                                 |
|  |                                                                  |

|  | Tapejaridae      |
|  |                  |
|  | Thalassodromidae |
|  |                  |

|  | Azhdarchidae                                                     |
|  |                                                                  |
|  | \| \| Tapejaridae \| \| \| \| \| \| Thalassodromidae \| \| \| \| |
|  |                                                                  |
|  | Tapejaridae                                                      |
|  |                                                                  |
|  | Thalassodromidae                                                 |
|  |                                                                  |

|  | Tapejaridae      |
|  |                  |
|  | Thalassodromidae |
|  |                  |